# Casaloldo
Casaloldo – miejscowość i gmina we Włoszech, w regionie Lombardia, w prowincji Mantua.
Według danych na rok 2004 gminę zamieszkiwały 2172 osoby, 135,8 os./km².